# Manchuria Aviation Company
La Manchuria Aviation Company (Chino tradicional/Kyūjitai: 滿洲航空株式會社; Chino simplificado: 满州航空株式会社; Shinjitai: 満州航空株式会社; Hanyu Pinyin: Mǎnzhōu Hángkōng Zhūshì Huìshè; Wade–Giles: Man-chou Hang-k'ung Chu-shih Hui-she; japonés romanizado: Manshū Kōkū Kabushiki Gaisha, abreviado MKKK) fue la aerolínea estatal de Manchukuo.

## Historia
La Manchuria Aviation Company fue establecida el 26 de septiembre de 1931 en Fengtian por órdenes del Ejército de Kwantung, como una sucursal en Manchuria de la compañía Japan Air Transport, precursora de Imperial Japanese Airways. Oficialmente adoptaría el nombre de Manchuria Aviation Company con la proclamación de independencia de Manchukuo, en 1932. Los principales accionistas de la compañía eran el gobierno de Manchukuo, la Compañía del Ferrocarril del Sur de Manchuria y el zaibatsu japonés Sumitomo.
Desde el comienzo, la Compañía de Aviación de Manchuria fue una aerolínea paramilitar, cuyo principal objetivo era proporcionar transporte y apoyo logístico para las Fuerzas Armadas Japonesas, y en última instancia para el correo aéreo. Los pasajeros civiles eran transportados a través de operaciones chárter, con una prioridad baja. En 1936 un "Batallón independiente de voluntarios" de la MKKK, compuesto por 13 aparatos, combatió junto al Ejército de Mongolia Interior en la provincia de Suiyuan, controlada por las fuerzas nacionalistas del Kuomintang.
La aerolínea dispuso su aeropuerto principal en Hsinking y estableció rutas con vuelos regulares a Harbin, Shamussi (Kiamusze), Kirin, Mukden, Antung, Chinchow, Chengde, Tsitsihar, Hailar, y también a las zonas de Kwantung y Corea, manteniendo conexiones con la Imperial Japanese Airways (Dai Nippon Koku KK) hacia el Japón metropolitano u otras rutas al extranjero. En 1938 se inauguró una ruta pionera que iba desde Hsinking hasta Berlín.
La Manchuria Aviation Company cesó sus operaciones en agosto de 1945 con la invasión soviética de Manchuria. Sin embargo, la escasez de combustible y repuestos que se produjo durante la guerra ya había reducido considerablemente sus operaciones comerciales. Las aparatos, bienes y equipos supervivientes fueron confiscados por las tropas soviéticas, y tras la guerra quedaron repartidos entre la Unión Soviética y la China comunista.

## Flota de aviones

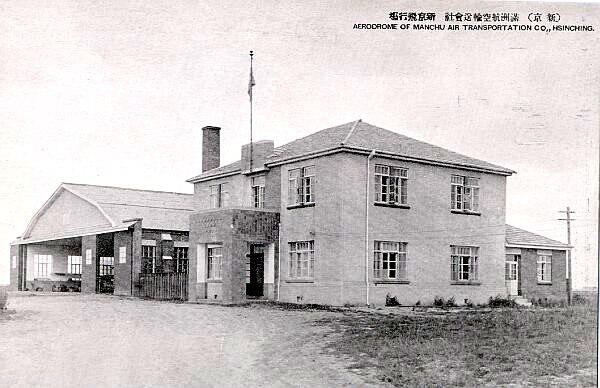
Aeropuerto de Hsinking.

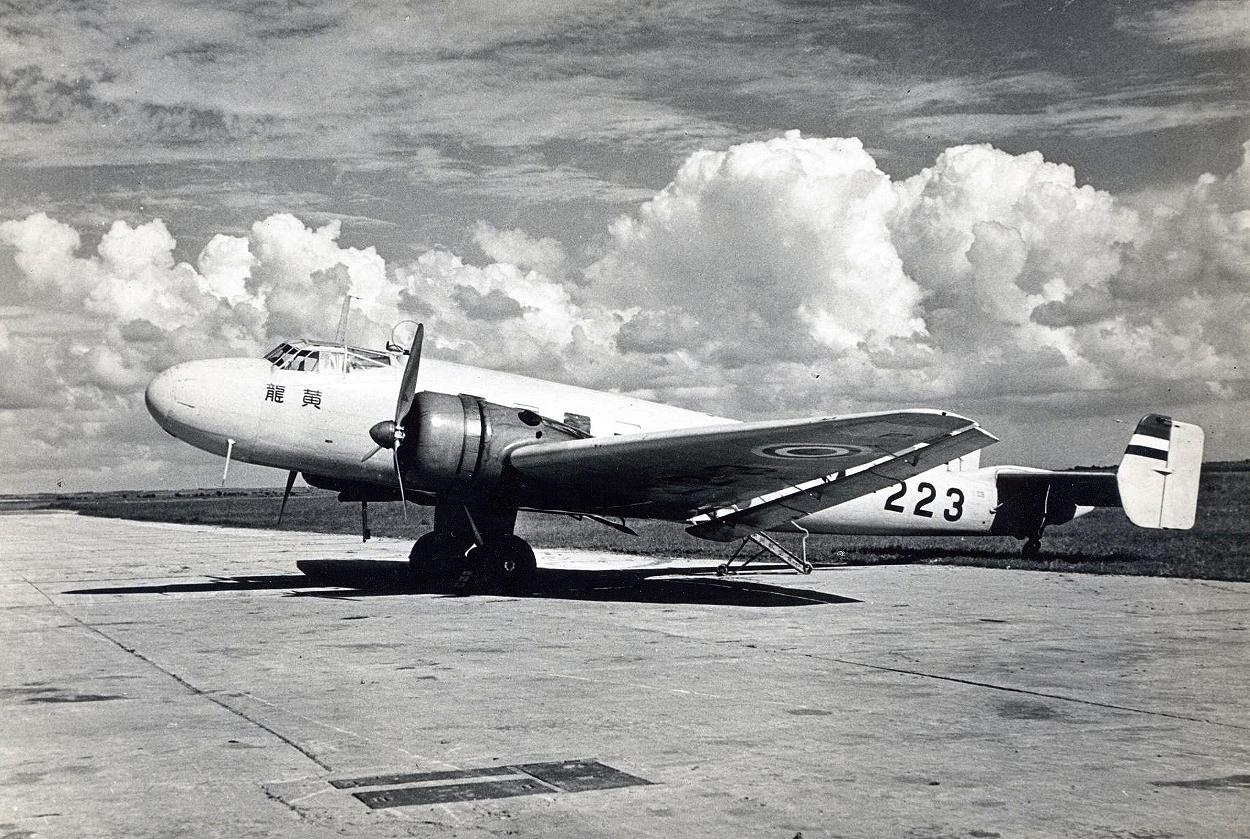
Junkers Ju 86 de la Manchuria Aviation Company.

| Avión                          | País de origen | Tipo                  | Aviones adquiridos |
| ------------------------------ | -------------- | --------------------- | ------------------ |
| Manshū MT-1 Hayabusa           | Japón          | Avión de línea        | 30                 |
| De Havilland DH.80 Pussmoth    | Reino Unido    | Avioneta civil        | 27                 |
| Messerschmitt Bf 108A/B Taifun | Alemania nazi  | Avión de enlace       | 15                 |
| Nakajima AT-2 Thora            | Japón          | Transporte            | 12                 |
| Mitsubishi MC-20 Topsy         | Japón          | Transporte            | 10                 |
| Junkers Ju 86Z-1               | Alemania nazi  | Transporte/bombardero | 10                 |
| Junkers Ju 86Z-2               | Alemania nazi  | Transporte/bombardero | 10                 |
| Heinkel He 116A                | Alemania nazi  | Avión de enlace       | 2                  |
| Fokker F.VIIb-3m/M             | Países Bajos   | Transporte            | 2                  |
| Tachikawa Ki-54 Hickory        | Japón          | Transporte            | 1                  |
| De Havilland DH.85 Leopardmoth | Reino Unido    | Avión de enlace       | 1                  |
| General Aviation GA-43         | Estados Unidos | Transporte            | 1                  |
| Tachikawa Type LO Thelma       | Japón          | Transporte            | 1                  |
| Airspeed Envoy                 | Japón          | Transporte            | ?                  |
| Manshū Super Universal         | Japón          | Transporte            | ?                  |
| Kawasaki Ki-56 Thalia          | Japón          | Transporte            | ?                  |
| Kokusai Ki-59                  | Japón          | Transporte            | ?                  |